# National Women’s Rights Convention
Die National Women’s Rights Convention (dt.: Nationale Zusammenkunft zu Frauenrechten) war eine Mitte des 19. Jahrhunderts in den Vereinigten Staaten jährlich stattfindende Veranstaltung, die die frühe Frauenbewegung immer sichtbarer werden ließ. Die erste Versammlung wurde 1850 in Worcester (Massachusetts) abgehalten und führte sowohl männliche wie weibliche Befürworter zusammen, die zwölfte und letzte reguläre fand 1869 in Washington, D.C. statt. Die Beteiligten bekamen auch weitgehende Unterstützung durch die Temperenzler und die Abolitionisten. Es wurden Reden gehalten über Lohngleichheit, Bildungsverbesserungen und Karrieremöglichkeiten, über die Eigentumsrechte der Frauen, Heiratsreformen und Alkoholverbote. Aber das Hauptthema, das in den Zusammenkünften diskutiert wurde, war die Verabschiedung von Gesetzen, die das Frauenwahlrecht ermöglichen würden.

## Vorgeschichte

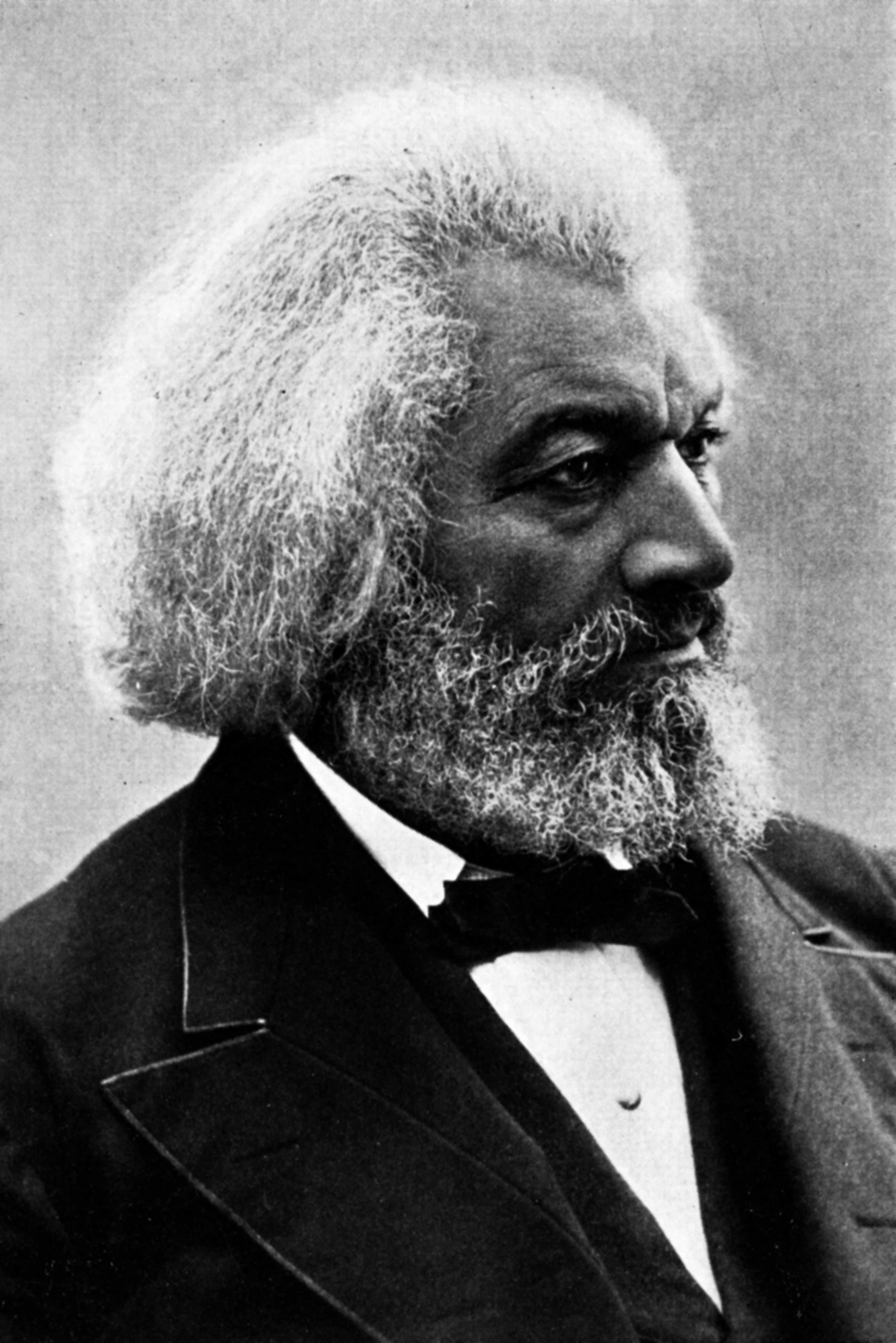
Frederick Douglass war ein starker Befürworter des Frauenwahlrechts

### Seneca Falls Convention
1840 reisten Lucretia Mott und Elizabeth Cady Stanton mit ihren Ehemännern aus den USA nach London zur ersten „World Anti-Slavery Convention“. Weil sie Frauen waren, wurden sie nicht als Teilnehmerinnen zugelassen. Mott und Stanton wurden Freundinnen und beschlossen, zu Hause eine Zusammenkunft zu organisieren, in der die Angelegenheit der Förderung der Frauenrechte behandelt werden sollte. Es dauerte bis zum Sommer 1848, als Mott, Stanton und drei andere Frauen die Seneca Falls Convention organisierten, die erste „Frauenrechtsversammlung“ (en: women’s rights convention). Sie wurde in zwei Tagen von mehr als 300 Leuten besucht, darunter 40 Männern. Die Resolution war beim Problem des Wahlrechts für Frauen so lange umstritten, bis Frederick Douglass mit einer leidenschaftlichen Rede sich dafür aussprach, in der vorgeschlagenen Erklärung, der Declaration of Sentiments, diese Wahlrechtsforderung einzufügen. Einhundert Anwesende unterzeichneten danach dieses wichtige Frauenmanifest.

### Andere frühe „Women’s Rights Conventions“
Die Unterzeichner dieses Manifests hofften darauf, dass eine Serie von Versammlungen, die alle Teile der Staaten umfassen sollten, auf ihr Treffen folgen würde. Wegen der Anziehungskraft von Lucretia Mott, die den Westen des Staates New York nicht mehr länger bereisen konnte, wurde eine Folgeveranstaltung, die Rochester Women’s Rights Convention of 1848, zwei Wochen später einberufen, in der viele der Redner erneut auftraten. Die erste Frauenrechtsversammlung, die für alle Staaten organisiert wurde, war 1850 die „Ohio Women’s Convention“ in Salem.

### Planung

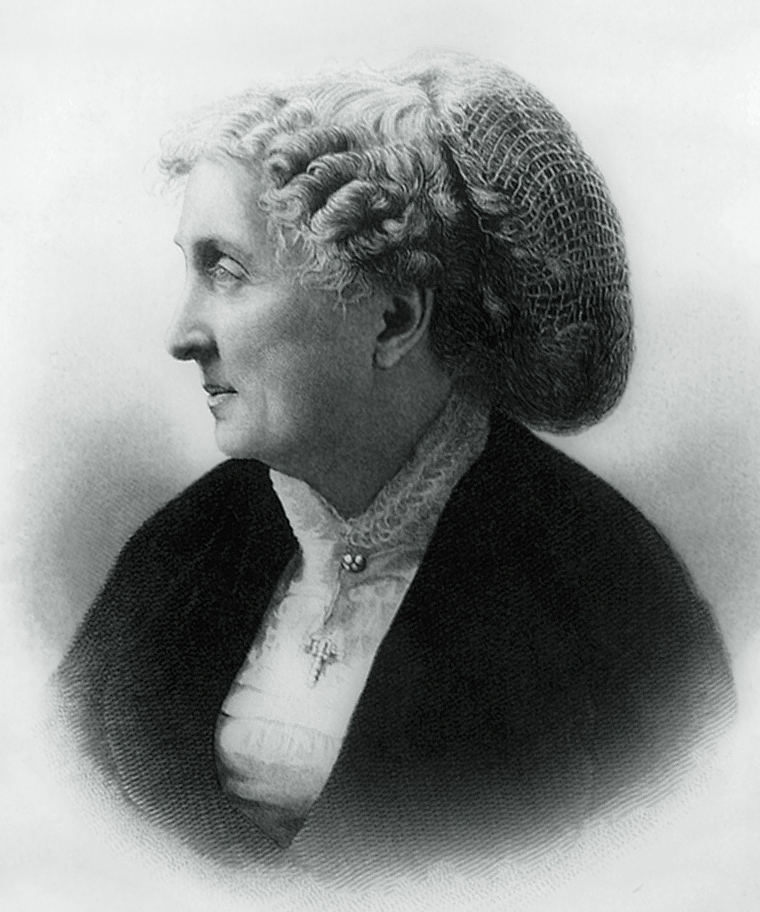
Paulina Kellogg Wright Davis half bei der Organisation der ersten zwei „Conventions“, sie saß ihnen vor und war Vorsitzende des Zentralkomitees während des größten Teils des Jahrzehnts.

Im April 1850 hielten Frauen in Ohio eine Zusammenkunft ab, die darauf abzielte, eine eigene Verfassungsversammlung für die „Gleichheit der Frauen in Gesetzgebung und Politik“ einzufordern. Lucy Stone hatte sich schon als Studentin am Oberlin College in Ohio für Frauenrechte eingesetzt und begann nach 1847 Vorlesungen über Frauenrechte zu halten. Sie schrieb an die Organisatoren in Ohio und versicherte, dass Massachusetts ihrer Führung folgen würde.
Am Ende der „New England Anti-Slavery Convention“, am 30. Mai 1850, wurde öffentlich verkündet, dass ein Treffen zur Organisation einer „Women’s Rights Convention“ stattfinden würde.
William Lloyd Garrison sagte an diesem Abend: „I conceive that the first thing to be done by the women of this country is to demand their political enfranchisement. Among the 'self-evident truths' announced in the Declaration of Independence is this – 'All government derives its just power from the consent of the governed'.“
(dt.: Ich stelle mir vor, dass der erste Schritt, der von den Frauen dieses Landes gemacht werden muss, der ist, ihre politische Befreiung zu verlangen. Zu den ‚selbstverständlichen Wahrheiten‘ der ‚Declaration of Independence‘ gehört folgende Aussage: ‚Jede Regierung leitet ihre gerechte Macht von der Zustimmung der Regierten her.‘)
Die Versammlung beschloss, eine solche Zusammenkunft einzuberufen und setzte Worcester als Tagungsort und den 16./17. Oktober 1850 als Termin fest. Sie schlug Davies, Stone, Abby Kelley Foster, Harriot Kezia Hunt, Eliza J. Kenney, Dora Taft, and Eliza H. Taft als Veranstaltungskomitee und Davis und Stone als Korrespondenzkomitee vor. Davis und Stone baten William Elder, einen im Ruhestand lebenden Arzt aus Philadelphia, einen Einladungstext zu verfassen, während sie sich um die Unterschriften dafür und die Rednerliste kümmern würden. Elizabeth Cady Stanton, die auch auf dieser Liste war, schickte nur ihre Rede zum Vorlesen und sagte ihre Teilnahme ab, da sie dann im letzten Stadium ihrer Schwangerschaft wäre.

## 1850 in Worcester
Die erste „National Women’s Rights Convention“ trat am 23./24. Oktober 1850 in der Brinley Hall in Worcester, Massachusetts zusammen. Ungefähr 900 Menschen versammelten sich in der ersten Sitzung, wobei Männer in der Mehrheit waren. Mehrere Zeitungen berichteten über den Nachmittag, an dem über 1.000 anwesend waren und viele abgewiesen werden mussten. Delegierte kamen aus elf Staaten, sogar ein Delegierter aus Kalifornien war dabei, das als Staat erst ein paar Wochen alt war.

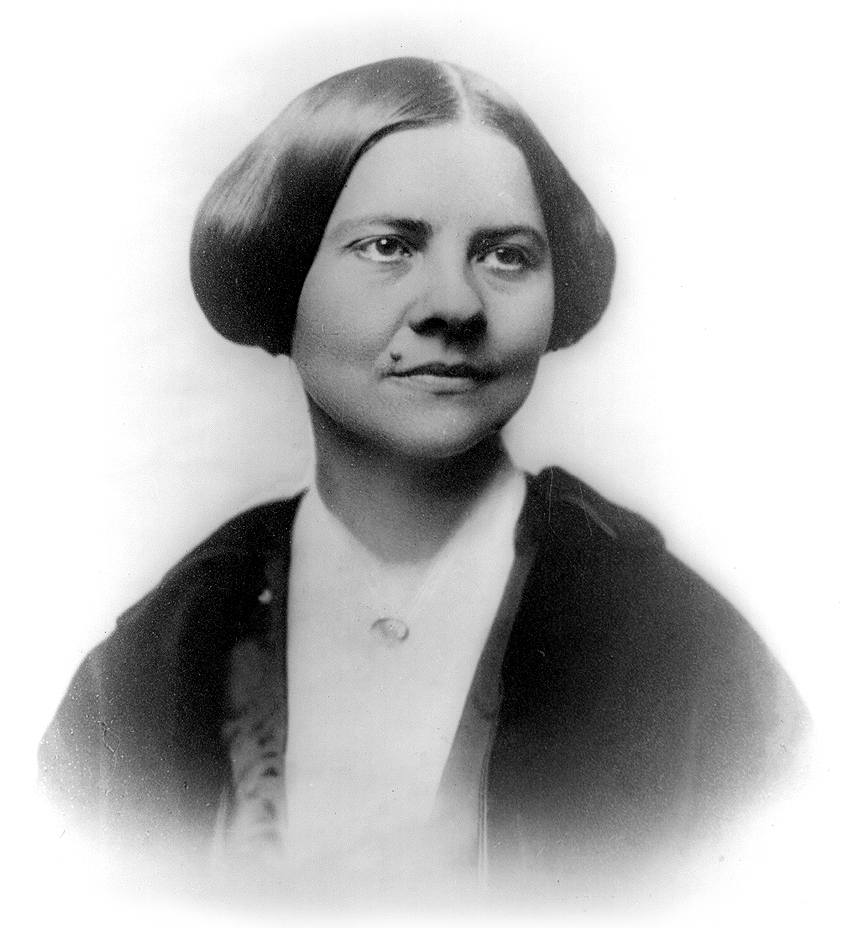
Lucy Stone half beim Organisieren der ersten acht 'National Conventions', war Präsidentin der siebten Zusammenkunft und arbeitete als Sekretärin des Zentralkomitees in diesem Jahrzehnt.

Die erste Resolution des geschäftsführenden Komitees umriss die Ziele der Bewegung für Frauen: „Sicherung der politischen, gesetzlichen und gesellschaftlichen Gleichstellung mit dem Mann insoweit, wie ihre eigene Lebenssphäre allein bestimmt sein sollte: durch ihre eigenen Kräfte und Fähigkeiten, gestärkt und verfeinert durch eine Ausbildung, die im Einklang mit ihrer Natur steht.“ Andere Beschlüsse betonten die Forderung der Frauen nach gleichen bürgerlichen und politischen Rechten und verlangten, dass das Wort „Mann“ oder „männlich“ aus jeder Staatsverfassung gestrichen werden sollte. Andere konzentrierten sich auf spezielle Probleme des Eigentumsrechts, des Zugangs zur Bildung und der Anstellungsmöglichkeiten, während wieder andere die Frauenbewegung als eine Anstrengung betrachteten, die Sicherung der natürlichen und bürgerlichen Rechte für alle Frauen – einschließlich der versklavten – zu bewerkstelligen.
Hinsichtlich der Organisation und der Durchsetzung der Ziele wandte man sich gegen organisierte Gesellschaften oder Vereine. Man hielt eine jährliche Zusammenkunft und ein Organisationskomitee für genug an Vereinsstruktur. Die Beschlüsse der Zusammenkünfte sollten als Erklärungen ihrer Grundsätze und Forderungen ausreichen. Man richtete ein Zentralkomitee aus neun Frauen und neun Männern ein und schuf einige spezielle Ausschüsse, die Informationen sammeln und die nützlichen Fakten veröffentlichen sollten, die die öffentliche Meinung positiv in Richtung der „Etablierung einer Gleichberechtigung von Frau und Mann“ beeinflussen würden.
Stone war im Organisationskomitee und sprach erst am letzten Abend. Als ein Mitglied des neuen „Committee on Civil and Political Functions“ drängte sie die Versammlung darauf, Petitionen an ihre jeweiligen staatlichen Gesetzgebungsorgane zu richten, um das Wahlrecht, das Eigentumsrecht für verheiratete Frauen und so viele andere spezielle Rechte zu fordern, wie es ihnen in ihren jeweiligen Staaten praktikabel und angemessen erschien. Dann hielt sie eine kurze Ansprache, in der sie sagte:
We want to be something more than the appendages of Society; we want that Woman should be the coequal and help-meet of Man in all the interest and perils and enjoyments of human life. We want that she should attain to the development of her nature and womanhood; we want that when she dies, it may not be written on her gravestone that she was the „relict“ of somebody.
(dt.: Wir wollen etwas mehr sein als die Anhängsel der Gesellschaft; wir wünschen uns, dass die Frau die gleichberechtigte Gefährtin des Mannes in all den Angelegenheiten, den Gefahren und Freuden des menschlichen Lebens sei. Wir wollen, dass sie sich um die Entwicklung ihrer Natur und Weiblichkeit bemüht, es soll nicht auf ihrem Grabstein geschrieben stehen, dass sie der Überrest, das Relikt, von irgendwem sei.)
Susan B. Anthony, die nicht auf der Zusammenkunft war, sagte später, dass das Lesen dieser Ansprache sie dazu motivierte, sich um die Angelegenheit der Frauenrechte zu kümmern.
Stone finanzierte den Druck einer Broschüre über den Ablauf der Zusammenkunft. Das tat sie auch nach jeder der nächsten sechs Conventions. Die Büchlein wurde bei ihren Vorträgen und den nachfolgenden Zusammenkünften verkauft.
Der Bericht über diese Convention in der New York Tribune for Europe brachte Frauen im englischen Sheffield dazu, eine Petition an das Oberhaus zu schreiben, um das Frauenwahlrecht zu verlangen. Harriet Taylor schrieb daraufhin The Enfranchisement of Women.

## Weitere Conventions bis zum Sezessionskrieg
Nun folgten fast jährlich weitere Conventions bis zum Ausbruch des Bürgerkriegs zwischen den Südstaaten und den Nordstaaten.

### 1851 in Worcester
Eine zweite nationale Zusammenkunft wurde am 15./16. Oktober 1851 wieder in der Brinley Hall abgehalten, mit der Vorsitzenden Paulina Kellogg Wright Davis. Harriet Kezia Hunt und Antoinette Brown hielten Reden; ein Brief von Elizabeth Cady Stanton wurde verlesen und Lucretia Mott war dabei als eine Organisatorin der Zusammenkunft.

### 1852 in Syracuse

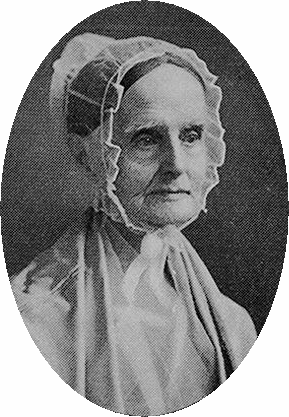
Lucretia Mott war ein leuchtendes Vorbild für die Conventions, sie präsidierte bei zweien.

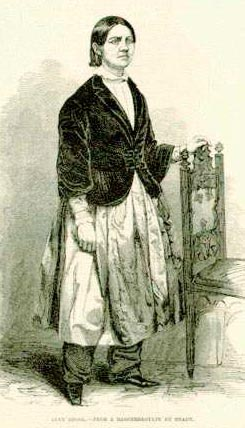
Lucy Stone im Bloomers-Kostüm

Für die dritte Convention wurde die City Hall (Rathaus) von Syracuse (New York) zum Tagungsort bestimmt. Denn Syracuse lag näher bei Seneca Falls (eine Zweitagesreise per Pferd, eine mehrstündige Zugfahrt) und so konnten mehr der ursprünglichen Unterzeichner der Declaration of Sentiments teilnehmen als in den vorausgegangenen Zusammenkünften in Massachusetts. Lucretia Mott wurde die Präsidentin. Zu einem bestimmten Zeitpunkt hielt sie es für nötig, einen Geistlichen zum Schweigen zu bringen, der die Versammlung dadurch angriff, dass er biblische Stellen anführte, die die Unterordnung der Frau unter den Mann belegen sollten.
Elizabeth Oakes Smith forderte, dass Frauen ihre eigene Zeitschrift und eigene Verlage haben sollten, unabhängig von der in Männerhand befindlichen Presse. Sie beklagte aber, dass sie zu Bettlerinnen spräche, denn Frauen hätten eben keine Finanzquellen.
Lucy Stone trug ein Bloomers Kostüm, eine neue Art der Frauenmode, die sie als praktische Kleidung während des Sommers nach einem Treffen mit Amelia Bloomer ausprobierte. Sie betonte in ihrer Rede: „Die Frau, die zuerst von der Routine abweicht, die die Gesellschaft ihr für ihren Wirkungskreis einräumt, muss leiden. Lasst uns tapfer die Lächerlichkeit und die Verfolgung ertragen im Hinblick auf das Gute, dass sich daraus ergibt. Und wenn die Welt sieht, dass wir unsere Vorhaben durchsetzen, wird sie unser Recht dazu anerkennen.“

### 1853 in Cleveland
In der Melodean Hall in Cleveland (Ohio) sprach während dieser Convention vom 6. bis 8. Oktober 1853 William Lloyd Garrison in einer Rede wie folgt: „...die 'Declaration of Independence' (dt.: Unabhängigkeitserklärung) wie in Seneca Falls betont wurde ... maß das Volk unseres Landes mit ihren eigenen Maßstäben. Sie benutzte deren eigene Worte und wandte deren eigene Prinzipien auf Frauen an, wie es zuvor bei Männern gemacht worden war.“

### 1854 in Philadelphia

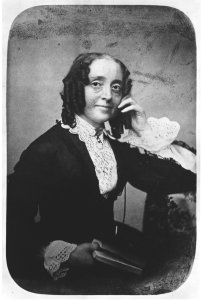
Ernestine Louise Rose sprach auf vielen Conventions, 1854 war sie Präsidentin der Zusammenkunft.

In der Sanson Street Hall in Philadelphia (Pennsylvania) tagte diese Convention vom 18. bis 20. Oktober 1854 drei Tage lang. Ernestine Rose wurde trotz ihres Atheismus zur Präsidentin gewählt, wobei sie von Susan B. Anthony unterstützt wurde. Sie sprach zur Versammlung und betonte: „Unsere Forderungen sind auf der grundlegenden und unabänderlichen Wahrheit begründet, den Menschenrechten. Ist denn die Frau nicht in dem Grundsatz eingeschlossen, dass alle Menschen gleich geschaffen sind? Sagt uns, ihr Staatsmänner der Nation, ob die Frauen in der großen Unabhängigkeitserklärung nicht auch gemeint sind?“

### 1855 in Cincinnati
In der „Smith & Nixon’s Hall“ in Cincinnati (Ohio) fand am 17./18. Oktober 1855 die sechste Convention statt. Martha Coffin Wright hatte den Vorsitz in einer „stehenden Versammlung“. Wright, eine jüngere Schwester von Lucretia Mott und eine Mitorganisatorin der Seneca Falls Convention verglich die große mit Unterstützern gefüllte Halle mit der kleineren Versammlung von 1848, die „noch ängstlich und in Zweifel über die eigene Stärke, die eigenen Möglichkeiten und die eigene Macht“ zusammengekommen sei.

### 1856 in New York
Im Broadway Tabernacle in New York City war am 25./26. November 1856 Lucy Stone die Präsidentin. Sie rief dem Publikum den jüngsten Fortschritt bei den Eigentumsgesetzen für Frauen in Erinnerung, die in neun Staaten verabschiedet worden waren. Ebenso gab es eine beschränkte Möglichkeit für Witwen in Kentucky, Mitglieder des Schulausschusses zu wählen. Sie stellte mit Befriedigung fest, dass die neue Republikanische Partei interessiert sei an der weiblichen Beteiligung während der Wahlen im Jahr 1856. Lucretia Mott ermutigte die Versammlung, ihre neuen Rechte auch zu nutzen. Sie sagte:
Believe me, sisters, the time is come for you to avail yourselves of all the avenues that are opened to you.
(dt.: Glaubt mir, Schwestern, die Zeit ist angebrochen, in der ihr euch auf den Straßen, die euch geöffnet wurden, auf den Weg machen könnt.)

### 1858 in New York

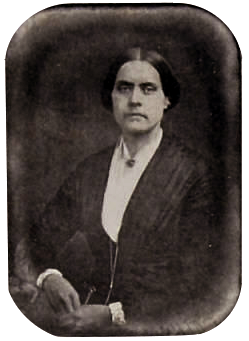
Susan B. Anthony sprach auf jeder Convention seit 1852, sie war 1858 die Vorsitzende.

Für die achte und die folgenden National Conventions wurde wegen das Zusammentreffens verschiedener Herbsttermine die Convention auf einen zuverlässigeren Termin Mitte Mai verlegt. Das Treffen 1857 wurde gestrichen und erst 1858 abgehalten. In der „Mozart Hall“ präsidierte am 13./14. Mai 1858 Susan B. Anthony der Versammlung. William Lloyd Garrison sprach und machte folgende Bemerkung: „Diejenigen, die diese Bewegung begründet haben, sind es wert, mit den Märtyrern der alten Zeiten gleichgesetzt zu werden. Sie seien gesegnet! Sie sollten siegen und jede Opposition sollte verschwinden, damit Frieden und Liebe, Gerechtigkeit und Freiheit über die ganze Welt herrschen könnte.“

### 1859 in New York
Wiederum in der Mozart Hall, New York City, eröffnete am 12. Mai 1859 die Versammlungspräsidentin Lucretia Mott die neunte National Convention. Caroline Wells Healey Dall trug die Resolutionen vor, darunter war eine, die an die Gesetzgebungsversammlung jedes Staates gesandt werden sollte, um diese Körperschaften zu veranlassen, den Frauen all die Rechte, Privilegien und Immunitäten zu verschaffen, die gleicherweise jedem Mitglied einer Republik zustehen. Wie so oft machte eine unruhige, störende Menge es schwierig, die Ansprachen einiger Rednerinnen zu hören. Wendell Phillips begab sich darauf auf die Rednerbühne und sorgte für Respekt.

### 1860 in New York
In der Cooper Union in New York City fand am 10./11. Mai 1860 die zehnte National Convention vor 600 bis 800 Anwesenden statt, Martha Coffin Wright war die Versammlungsleiterin. Ein kurz zuvor errungener Sieg in New York wurde gelobt, er gab Frauen ein gemeinsames Sorgerecht für ihre Kinder und die alleinige Verfügungsgewalt über ihren persönlichen Besitz und ihren Lohn.
Elizabeth Cady Stanton und Antoinette Brown Blackwell schlugen vor, eine Resolution zu beschließen, die eine Reform der Ehegesetzgebung fordern sollte. Sie wünschten Gesetze, die Frauen das Recht zur Trennung oder Scheidung von einem Ehemann geben sollten, der Trunkenheit, Geistesgestörtheit, Desertion oder Grausamkeit gezeigt hatte. Wendell Phillips argumentierte dagegen und spaltete damit das Exekutivkomitee in dieser Sache. Nach einer hitzigen Debatte wurde die Resolution abgelehnt.

## Sezessionskrieg und danach
Der Ausbruch des Sezessionskriegs beendete die jährliche „National Women’s Rights Convention“ und verschob das Schwergewicht der Frauenaktivitäten auf die Emanzipation der Sklaven. Die Legislative des Staates New York machte 1862 viele Erfolge, die es 1860 gegeben hatte, wieder zunichte. Susan B. Anthony konnte die Frauenaktivistinnen nicht überzeugen, eine weitere Convention abzuhalten, die sich allein mit Frauenrechten beschäftigte.
Stattdessen wurde die erste „Woman’s National Loyal League Convention“ in der Kirche der Puritaner in New York City am 14. Mai 1863 einberufen. Und man schaffte es, 400.000 Unterschriften bis 1864 für eine Petition an den Kongress der Vereinigten Staaten zu bekommen, die die Verabschiedung des 13. Zusatzartikels zur Verfassung der Vereinigten Staaten zur Abschaffung der Sklaverei forderte.

### 1866 in New York

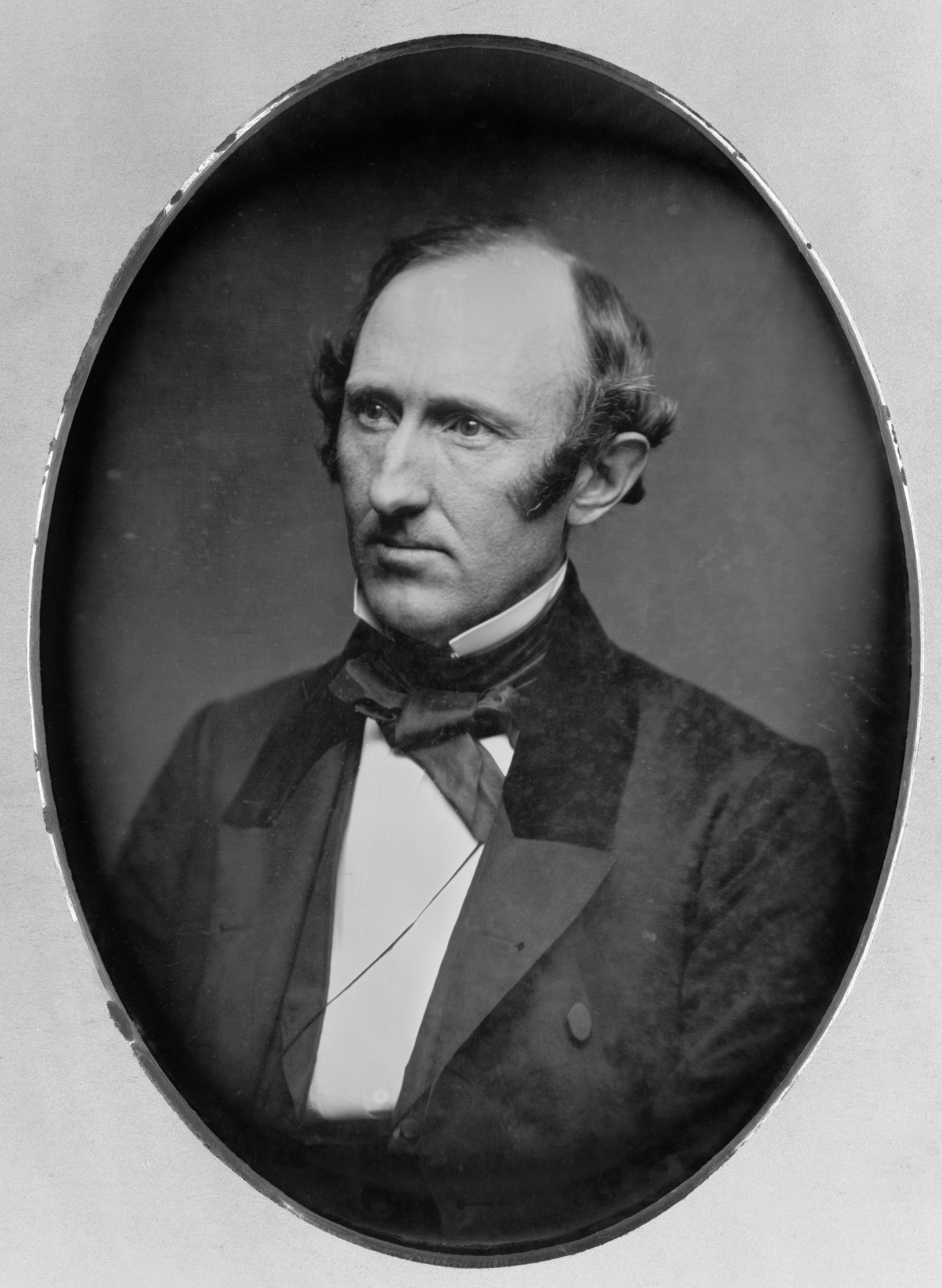
Wendell Phillips sprach auf vielen Conventions und kümmerte sich um die Finanzen

Am 10. Mai 1866 wurde die elfte „National Women’s Rights Convention“ in der Puritanerkirche am Union Square abgehalten. Einberufen von Stanton und Anthony umfasste das Treffen auch folgende Personen: Ernestine L. Rose, Wendell Phillips, Reverend John T. Sargent, Reverend Octavius Brooks Frothingham, Frances D. Gage, Elizabeth Brown Blackwell, Theodore Tilton, Lucretia Mott, Martha C. Wright, Stephen Symonds Foster, Abbey Kelley Foster, Margaret Winchester und Parker Pillsbury. Es wurde von Stanton geleitet; auf deren Antrag stimmte die Versammlung dafür, sich in eine neue Organisation zu verwandeln, genannt „American Equal Rights Association“ (AERA), die sowohl für die Rechte der Frauen wie der Schwarzen kämpfen und für beide Gruppen das Wahlrecht sichern sollte.
Einige Wochen später, am 31. Mai 1866, wurde das erste Treffen der American Equal Rights Association in Boston abgehalten, deren erste Präsidentin Lucretia Mott wurde.

### 1869 in Washington, D.C.
Eine Veranstaltung, die als die zwölfte reguläre „National Convention of Women’s Rights“ bezeichnet wird, fand am 19. Januar 1869 statt. Bekannte Redner und Rednerinnen waren anwesend: Lucretia Mott, Elizabeth Cady Stanton, Susan B. Anthony, Senator Samuel C. Pomeroy, Parker Pillsbury, John Willis Menard and Doktor Sarah H. Hathaway.
Doktor Mary Edwards Walker und eine „Mrs. Harman“ wurden in Männerkleidung gesehen, wie sie sich auffällig in der Zuhörerschaft und auf der Bühne bewegten. Stanton sprach leidenschaftlich in einer vorbereiteten Rede gegen jene, die eine „Aristokratie des Geschlechts auf diesem Kontinent“ errichtet hätten. Sie sagte:
If serfdom, peasantry, and slavery have shattered kingdoms, deluged continents with blood, scattered republics like dust before the wind, and rent our own Union asunder, what kind of a government, think you, American statesmen, you can build, with the mothers of the race crouching at your feet...?
(dt.: Wenn doch Knechtschaft, Untertänigkeit und Sklaverei Königreiche erschüttert, Kontinente mit Blut befleckt, Republiken wie Staub im Wind weggeblasen und unsere eigene Union auseinandergerissen haben, welche Art von Regierung, könnt Ihr, Amerikanische Staatsmänner, eurer Meinung nach mit den Menschenmüttern aufbauen, die zu Euren Füßen kriechen ...?)